# Eniola Aluko
Pour les articles homonymes, voir Aluko.

Eniola Aluko née le 21 février 1987 à Lagos, Nigeria, est une joueuse de football anglaise. Elle est la sœur du footballeur Sone Aluko.

## Biographie
Elle a commencé sa carrière à Birmingham City auprès de sa future coéquipière en sélection anglaise, Karen Carney. Elle marque son premier but pour Birmingham dès son premier match.
En 2003, elle rejoint Charlton Athletic et la même année elle est élue « jeune joueuse de l'année » au Women's FA Awards.
Aluko a joué chez les moins de 19 ans, de 21 ans et est aujourd'hui un élément clé de l'équipe A d'Angleterre. C'est à l'âge de 17 ans seulement qu'elle est pour la première fois appelée en équipe senior lors de la victoire anglaise 2-1 contre les Pays-Bas.
Après la dissolution de l'équipe féminine de Charlton à l'été 2007, Eniola Aluko a rejoint Londres et les Blues de Chelsea. Quelques semaines plus tard elle apprend qu'elle fait partie du groupe des 21 joueuses qui joueront la phase finale de la Coupe du monde de football féminin 2007  en septembre en Chine.
En avril 2009 elle rejoint le club de Saint-Louis aux États-Unis pour inaugurer la Women's Professional Soccer, nouvelle ligue professionnelle américaine. Lors de la fermeture du club, elle va jouer pour Sky Blue FC
En septembre 2009, elle fait partie de l'équipe anglaise qui atteint la finale du Championnat d'Europe de football féminin 2009. L'Angleterre perd en finale contre l'Allemagne mais Eniola ALuko termine meilleur buteur de la sélection anglaise avec Kelly Smith en marquant toutes les deux trois buts.
Elle est sélectionnée parmi l'effectif britannique des Jeux olympiques 2012.
Aluko a signé pour le club de la Juventus le 6 Juin 2018.

## Palmarès
Chelsea Ladies
- WSL1 en 2015 et 2017
- Finaliste de la Coupe d'Angleterre en 2016

### Distinctions personnelles
- Membre de l'équipe-type de FA WSL 1 en 2015 et 2016.